# اکتیپالی
اکتیپالی (به انگلیسی: Achettipalli) در هند است که در تامیل نادو واقع شده‌است.